# Justicia brevipila
Justicia brevipila är en akantusväxtart som beskrevs av M. Hedrén. Justicia brevipila ingår i släktet Justicia och familjen akantusväxter. Inga underarter finns listade i Catalogue of Life.